# Caio Quíncio Certo Publício Marcelo
Caio Quíncio Certo Publício Marcelo (em latim: Gaius Quinctius Certus Publicius/Poblicius Marcellus), também conhecido como Caio Publício Marcelo, foi um senador romano nomeado cônsul sufecto para o nundínio de maio a junho de 120 com Tito Rutílio Propinquo. Sua vida é conhecida principalmente através de inscrições. Seu nome também aparece escrito como "Poblício" e não "Publício".

## Nome
O nome polionímico foi alvo de diversos estudos. O historiador Olli Salomies afirma que ele "muito provavelmente era parente de Publício Certo, prefeito do erário de Saturno em 97 [...] e de Quinto Certo, um equestre romano morto em 69". Geza Alfoldi sugere que Publício Certo era seu pai biológico e que um descendente de Quinto Certo adotou Marcelo. O fato de o cognome "Certo" ser bastante raro reforça a sugestão de que ambos eram parentes. Salomies, porém, lembra que Marcelo pode ter adquirido um de seus cognomes de sua mãe e não de seu pai adotivo, "mas devo confessar", conclui, "que eu prefiro muito mais a explicação de qu Publício Marcelo tenha sido adotado por um parente".

## Carreira
Sua carreira política pôde ser reconstruída apenas para o período depois de seu consulado com b ase numa inscrição. Ela atesta que, em algum momento depois do consulado, Marcelo foi admitido no prestigioso colégio dos áugures. Além disto ele foi governador da Germânia Superior, provavelmente entre 120 e 128, e governador da Síria, provavelmente entre 130 e 135. Durante este último mandato, Marcelo recebeu a ornamenta triumphalia por seu papel em acabar com a Revolta de Barcoquebas.
Apesar destas realizações e homenagens, a "História Augusta" afirma que o imperador Adriano forçou Marcelo a cometer suicídio.